# Бруно Ортнер
Бруно Ортнер (нім. Bruno Ortner; 7 жовтня 1889, Адмонт — 1971) — австрійський і німецький офіцер, генерал-лейтенант вермахту. Кавалер Німецького хреста в золоті.

## Біографія
18 серпня 1908 року поступив на службу в австро-угорську армію. Учасник Першої світової війни. Після війни продовжив службу в австрійській армії. Після аншлюсу 13 березня 1938 року автоматично перейшов у вермахт. З 1 квітня 1938 року — в штабі 50-го піхотного полку. З 1 вересня 1939 року — начальник оперативного відділу генштабу 239-ї піхотної дивізії. З 17 вересня 1939 року — командир 272-го піхотного полку. З 29 вересня 1941 року — командир 69-ї, з 10 лютого 1944 року — 91-ї, з 1 травня по 25 червня 1944 року — 44-ї, з 27 липня 1944 по 25 квітня 1945 року — 281-ї дивізії охорони, що згодом стала 281-ю піхотною дивізією.

## Звання
- Фенріх (18 серпня 1908)
- Лейтенант (1 листопада 1909)
- Оберлейтенант
- Гауптман
- Майор
- Оберстлейтенант (1 січня 1936)
- Оберст (1 лютого 1939)
- Генерал-майор (1 квітня 1941)
- Генерал-лейтенант (1 жовтня 1942)

## Нагороди
- Ювілейний хрест (1908)
- Пам'ятний хрест 1912/13
- Бронзова і срібна медаль «За військові заслуги» (Австро-Угорщина) з мечами
- Хрест «За військові заслуги» (Австро-Угорщина) 3-го класу з військовою відзнакою і мечами
- Орден Залізної Корони 3-го класу з військовою відзнакою і мечами
- Військовий Хрест Карла
- Медаль «За поранення» (Австро-Угорщина) для інвалідів
- Пам'ятна військова медаль (Австрія) з мечами
- Хрест «За вислугу років» (Австрія) 2-го класу для офіцерів (25 років)
- Почесний хрест ветерана війни з мечами
- Медаль «За вислугу років у Вермахті» 4-го, 3-го, 2-го і 1-го класу (25 років)
- Нагрудний знак «За поранення» в чорному
- Залізний хрест 2-го і 1-го класу
- Відзначений у Вермахтберіхт (18 серпня 1944)
- Німецький хрест в золоті (20 січня 1945)